# Swiped
Pour plus de détails, voir Fiche technique et Distribution.
Swiped (littéralement « Balayé » ou « Supprimé ») est une comédie romantique initiatique américaine écrite, produite et réalisée par Ann Deborah Fishman, sortie en 2018.

## Synopsis
L’étudiant Lance Black (Noah Centineo) demande à son camarade colocataire James Singer (Kendall Sanders) de créer une application de rencontres coquines avec une connexion privée uniquement sur tout leur campus. Malheureusement, une fois créé avec succès, Lance regrette d’être impliqué…

## Fiche technique
Sauf indication contraire, les informations mentionnées dans cette section peuvent être confirmées par la base de données cinématographiques IMDb,  présente dans la section « Liens externes ».
- Titre original et français : Swiped
- Réalisation et scénario : Ann Deborah Fishman
- Photographie : Jon Schellenger
- Musique : Anthony Espina
- Production : Ann Deborah Fishman
- Société de production : Night Dove Pictures
- Sociétés de distribution : iTunes et Netflix
- Pays d’origine :  États-Unis
- Langue originale : anglais
- Format : couleur
- Genre : comédie romantique initiatique
- Durée : 93 minutes
- Date de sortie :
  - États-Unis : 6 novembre 2018
  - Monde : 1er juillet 2019 (Netflix)

## Distribution
- Noah Centineo (VF : Arnaud Laurent) : Lance Black
- Kendall Ryan Sanders (VF : Oscar Douieb) : James Singer
- Nathan Gamble (VF : Benjamin Bollen) : Daniel
- Christian Hutcherson (VF : Tony Marot) : Wesley
- Shelby Wulfert (VF : Vanessa Van-Geneugden) : Hannah
- Kristen Johnston (VF : Marie Diot) : la professeur Barnes
- George Hamilton (VF : Gabriel Le Doze) : Phil Singer, le grand-père
- Leigh-Allyn Baker (VF : Gaëlle Savary) : Leah Singer, la mère
- Alana Collins Stewart : Sunny Singer
- Maddy Curley : Tiffany
- Steve Daron : Justin
- Kalani Hilliker (VF : Léopoldine Serre) : Ashley Singer

## Production
Le tournage a lieu en juillet 2016 dans le comté de Palm Beach en Floride.

## Accueil
Swiped est sorti le 6 novembre 2018 aux États-Unis par iTunes et Netflix. Il est également sorti le 1er juillet 2019 dans plusieurs pays tels que le Royaume-Uni, l’Espagne et la Norvège
Le film reçoit surtout des critiques négatives. Sur Rotten Tomatoes, il obtient une cote de 20% avec cinq critiques, avec une moyenne de 2.83/10.